# مارسيلو راموس (لاعب كرة قدم)
مارسيلو راموس (بالإسبانية: Marcelo Ramos)‏ هو لاعب كرة قدم أوروغواياني، ولد في 27 ديسمبر 1972. لعب مع نادي ليفربول.